# Gasteracantha flava
Gasteracantha flava là một loài nhện trong họ Araneidae.
Loài này thuộc chi Gasteracantha. Gasteracantha flava được Hercule Nicolet miêu tả năm 1849.